# Nagyalásony
Nagyalásony község Veszprém vármegyében, a Devecseri járásban.

## Fekvése
Pápától délnyugatra, Vid, Dabrony és Dáka közt fekvő település.

### Megközelítése
Ajka felől a 8401-es, Pápa irányából a 8403-as úton érhető el, a két útvonal a község központjában keresztezi egymást. Közigazgatási területén, a központjától nyugatra, lakatlan külterületek között áthalad még a 8411-es út is. Vasútvonal nem érinti.

## Nevének eredete
Neve szláv személynévből alakult ki: a Vlasin-ból Oláson, majd Alásony lett.

## Története
Nagyalásony korai történetéről kevés adtunk van. A középkori falu első említése Olosun alakban 1240-ből ismert. Neve Nagyalásonyként, Nagh Alason alakban először 1488-ban tűnt fel. Ugyanekkor Kisalásony településről is szó esik, amelynek jobbágyai 2 forint rovásadót fizettek, egytelkes nemesi családja pedig fél forinttal adózott. Mindeközben Nagyalásony biztosan nagyobb település volt, mivel jobbágyai 9 forintot adtak az országos adóba. Kisalásonyban 1531-ben két lakott és három elhagyott portát írtak össze. Kisalásonyt 1550-ben említették utoljára, ettől kezdve már csak puszta helyként fordul elő a feljegyzésékben. Nagyalásonyt a törökök 1566-ban felgyújtották, ami után 1570-ben már csak alig néhány lakója maradt. 1567-től török uralom alá került. 1596-ban a törökök másodszor is feldúlták és kifosztották, a falu pedig leégett. Ismét újjáépült és 1603-ban már kilenc lakott háza volt. Ekkor magyar földesura lett, mivel az 1640-es évekből arról értesülünk, hogy a falu védelmére földesúri puskás gyalogos katonák állomásoztak itt.
Nagyalásony község közigazgatási területe kapcsán meg kell említeni, hogy itt volt a középkori Ötvös falu. 1393-ban Wthus néven említik, 1488-ban mindössze egyetlen egytelkes nemesi család lakta. 1550-ben is csak két adófizető portája volt, de lakói 1556-ban a török elől elmenekültek. 1564-ben ismét két lakott háza volt, de ezt követően valószínűleg elpusztult, mert a továbbiakban már nem hallunk róla.
A falu a török hódoltság alatt is lakott hely, lakosai már ekkor nagyrészt evangélikusok voltak.
A 20. század elején Veszprém vármegye devecseri járásához tartozott.
1910-ben 932 lakosából 931 magyar volt. Ebből 177 római katolikus, 47 református, 697 evangélikus volt.

## Közélete

### Polgármesterei
- 1990–1994: Gyenge László (független)[4]
- 1994–1998: Csöngei Gábor (független)[5]
- 1998–2002: Csöngei Gábor (független)[6]
- 2002–2006: Csöngei Gábor (független)[7]
- 2006–2010: Csöngei Gábor (független)[8]
- 2010–2014: Csöngei Gábor (független)[9]
- 2014–2019: Csöngei Gábor (független)[10]
- 2019–2024: Csöngei Gábor (független)[11]
- 2024– : Csöngei Gábor (független)[1]

## Népesség
A település népességének változása:
| Lakosok száma | 466  | 462  | 456  | 451  | 481  | 486  | 495  |
|               | 2013 | 2014 | 2015 | 2021 | 2022 | 2023 | 2024 |

A 2011-es népszámlálás során a lakosok 96%-a magyarnak, 0,4% németnek, 4,4% cigánynak, 0,2% ukránnak mondta magát (4% nem nyilatkozott; a kettős identitások miatt a végösszeg nagyobb lehet 100%-nál). A vallási megoszlás a következő volt: római katolikus 43,6%, református 7%, evangélikus 36,2%, felekezeten kívüli 4,2% (8,9% nem nyilatkozott).
2022-ben a lakosság 91,5%-a vallotta magát magyarnak, 0,4% németnek, 0,4% cigánynak, 3,3% egyéb, nem hazai nemzetiségűnek (8,3% nem nyilatkozott; a kettős identitások miatt a végösszeg nagyobb lehet 100%-nál). Vallásuk szerint 28,7% volt római katolikus, 21,4% evangélikus, 6,2% református, 0,2% egyéb keresztény, 1,5% egyéb katolikus, 8,5% felekezeten kívüli (33,5% nem válaszolt).

## Nevezetességei
- Katolikus templom
- Evangélikus templom

## Itt éltek, itt születtek
- Balázs János (Nagyalásony, 1914. november 4. – Budapest, 1989. március 16.) nyelvész, filológus, egyetemi oktató, a nyelvészeti tudományok doktora (1965)

## Érdekességek
- Itt (és Viden forgatták) a Portugál című filmet.[14]

## Külső hivatkozások
- Nagyalásony Online Archiválva 2010. szeptember 27-i dátummal a Wayback Machine-ben